# Тейт, Аллен
 Джон Орли Аллен Тейт (англ. John Orley Allen Tate; 19 ноября 1899, Уинчестер, Кентукки, США — 9 февраля 1979, Нэшвилл, Теннесси, США) — американский поэт, писатель, эссеист и литературный критик, Консультант по поэзии Библиотеки Конгресса США.

## Биография
Аллен Тейт родился в городке Уинчестер в штате Кентукки в семье Джона Орли Тейта и Элеонор Варнелл. Он был третьим сыном в семье. Семья часто переезжала, и Тейт был вынужден регулярно менять школы. В 1916—1917 гг. он учился игре на скрипке в Консерватории Цинциннати у Жана тен Хаве, затем занимался также под руководством знаменитого Эжена Изаи. Отказавшись от музыкальной карьеры, в 1918 году поступил в престижный Университет Вандербильта. Здесь Тейт зарекомендовал себя отличным учеником, и даже удостоился членства в привилегированном студенческом обществе «Фи Бета Каппа».
Еще до окончания обучения Тейт был принят в члены литературного кружка «Фьюджитивистов», неформальную группу интеллектуалов Юга Америки, включавшую таких известных поэтов, как Джон Кроу Ренсом и Роберт Пенн Уоррен. Тейт участвовал в издании журнала фьюджитивистов «Беглец».
В 1924 году Тейт переезжает в Нью-Йорк, где знакомится со своей будущей женой Кэролайн Гордон, американской писательницей и литературным критиком. Несмотря на развод в 1959 году, Тейт до конца жизни будет поддерживать тесные дружеские связи с Кэролайн.
С 1928 по 1932 годы Тейт проживает во Франции. Здесь он знакомится с видными писателями первой половины XX века, такими как Эрнест Хемингуэй и Гертруда Штайн. Находясь в Европе, он пишет исключительно об американском юге. Так, из-под его пера выходят две биографические книги о южанах-героях Гражданской войны: «Каменная Стена Джексон — бравый солдат» и «Джефферсон Дэвис — слава и падение». Кроме того, во Франции Тейт начинает писать «Оду павшим конфедератам» и работает над своим единственным романом «Отцы».
После возвращения в США Аллен Тейт продолжает творческую деятельность и параллельно преподает в различных учебных учреждениях США, таких как Университет Северной Каролины, Принстонский университет, Чикагский и Нью-Йоркский университеты. С 1943 по 1944 года выступал Консультантом по поэзии Библиотеки Конгресса США. В 1937 году выходит сборник «Избранные стихотворения», а в 1938 году роман «Отцы». В последующие годы Тейт в основном сконцентрирован на литературной критике. В 1968 году публикуется сборник «Эссе четырех десятилетий».
Аллен Тейт умер 9 февраля 1979 года в Нэшвилле.